# Rosenöl

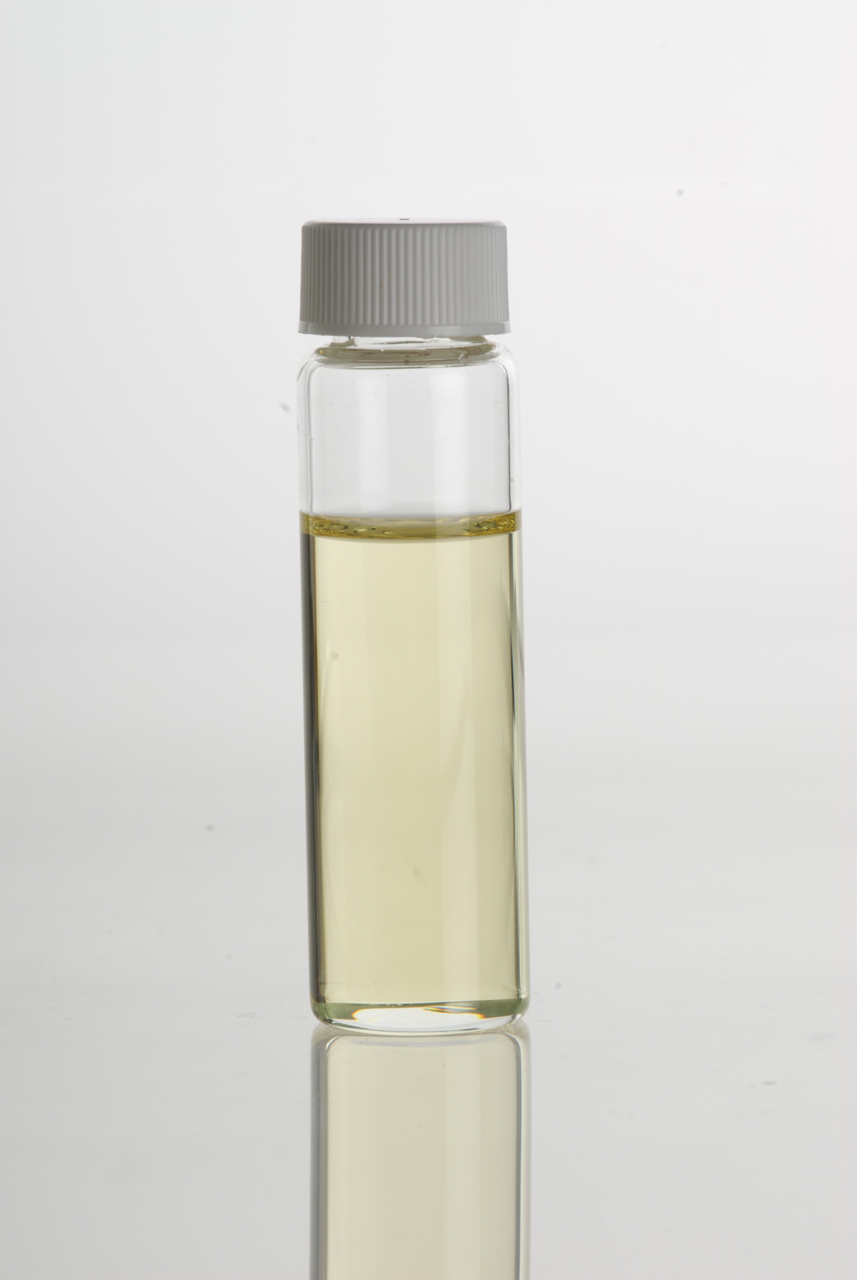
Rosenöl

Rosenöl ist ein ätherisches Öl und wird durch Wasserdampf-Destillation aus den Blütenblättern von Rosen gewonnen. Die zur Ölgewinnung benutzten Blüten werden vor allem in Bulgarien (Rosental), Frankreich, Iran, Marokko und der Türkei kultiviert und von Hand gepflückt.

## Geschichte

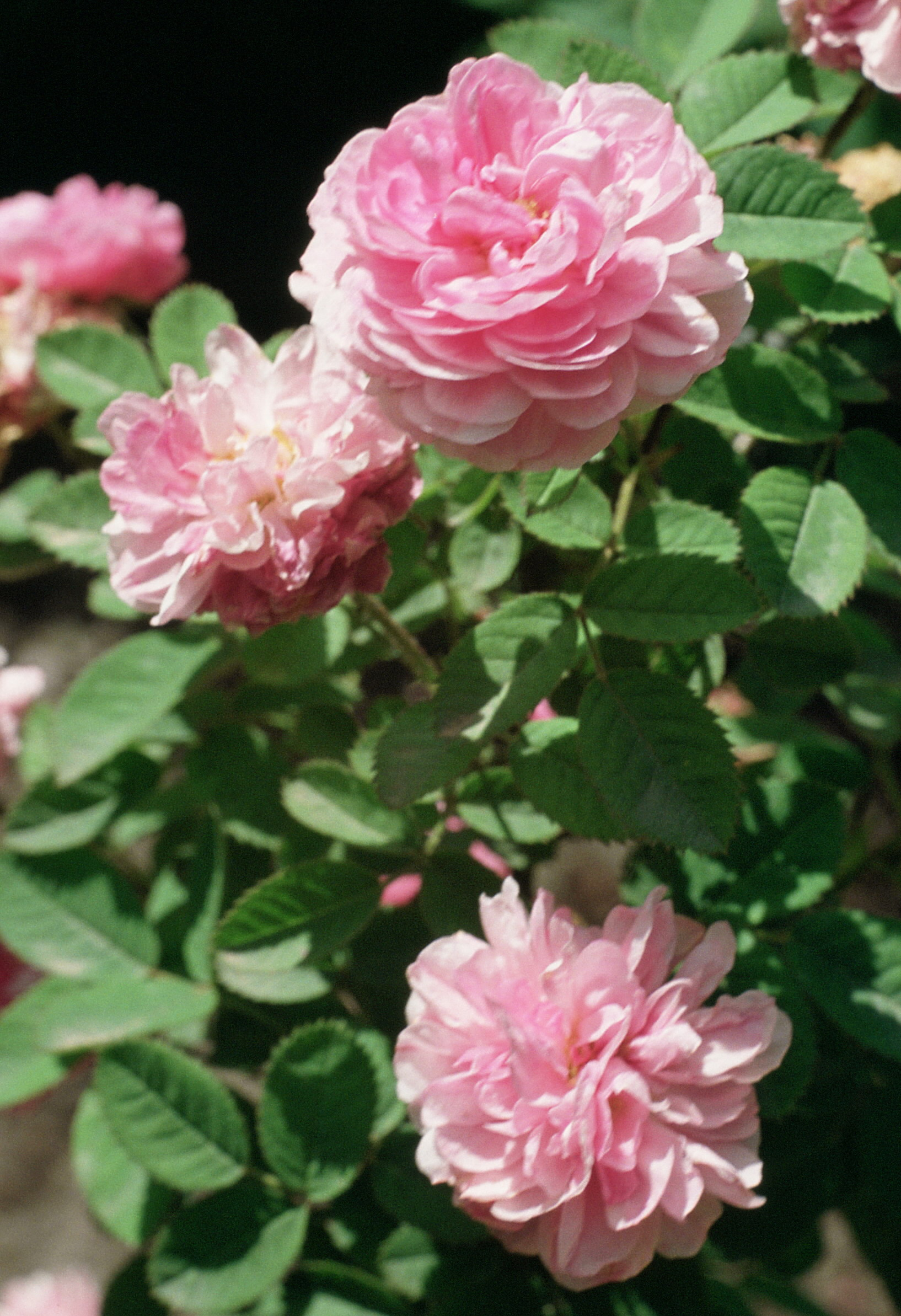
Rose 'Rose de Meaux'

Vor der Wasserdampf-Destillation wurde das Rosenöl (lateinisch oleum rosarum) als öliger Absud durch Extraktion der Blüten (bzw. der Blütenblätter, von Rosa canina) mittels fetter Öle (etwa Olivenöl von Olea europaea) gewonnen. Der Grieche Theophrastus (370 v. Chr.) beschrieb die Gewinnung von Rosenöl durch Sesamöl. Rosenöl wurde damals dem Wein zugesetzt. Von Plinius ist überliefert, dass die Römer ihre Nahrungsmittel wie auch ihre Körper mit Rosenöl bedufteten. Im 6. Jahrhundert verfasste auch der griechische Arzt und Medizinschriftsteller Palladios ein Rezept zur Zubereitung von Rosenöl. Die Erkenntnisse über die Destillation von Rosenöl kamen aus Persien. Schon im Jahr 810 erhielt Bagdad aus der Provinz Faristan ca. 30.000 Flaschen mit Rosenwasser. Die Kenntnisse der Destillation von Rosenöl erreichten Europa um 1000 n. Chr.
In mittelalterlichen Texten finden sich Anweisungen zur Herstellung des Rosenöls als Absud von Rosenblüten in Olivenöl.
Im 17. Jahrhundert dehnte sich die Rosenkultivierung von Persien nach Indien, Nordafrika und in die Türkei aus. Im Jahr 1710 begann der Rosenanbau in Europa, im Osmanischen Reich in der Provinz Bulgarien, 200 km östlich von Sofia in Kasanlak. Seit 1750 bis in die Gegenwart ist die Region zwischen Kasanlak und Karlowo die bedeutendste Anbauregion zur Gewinnung von Rosenöl (Tal der Rosen). Anfang des 20. Jahrhunderts gab es in Bulgarien noch ca. 2800 Kleindestillierbetriebe für Rosenöl mit Wasserdampfbehältern für ca. 1–10 Tonnen Blüten.
Das Zentrum des türkischen Rosenanbaus liegt zwischen Burdur und Isparta im südwestlichen Teil der Türkei.
In Marokko begann die Rosenölherstellung kurz vor Ausbruch des Zweiten Weltkrieges in El-Kelâa M’Gouna.
1938 lag die Weltjahresproduktion von natürlichem Rosenöl noch bei jährlich drei Tonnen, 1955 bei 700 kg und Anfang der 1980er-Jahre zwischen ein und zwei Tonnen pro Jahr. In Bulgarien lag die Produktion im Jahr 2003 bei ca. 900 kg.

## Herstellung, Kosten und Verwendung
Gewonnen wird Rosenöl hauptsächlich aus den folgenden Rosenarten:
- Rosa centifolia
- Rosa damascena

Weniger bedeutend sind die Rosenarten Rosa alba und Rosa gallica.
Die Ausbeute ist bei allen sehr gering; sie beträgt lediglich 0,02 bis 0,05 %. Aus vier Tonnen Blüten wird etwa ein Liter Rosenöl destilliert. Allein im bulgarischen Rosental werden etwa pro Saison 35.000 Arbeiterinnen für die manuelle Pflückung der Rosenblätter eingesetzt. Der Destillationsprozess wird bis zu siebenmal durchgeführt.
Rosenöl ist eines der teuersten ätherischen Öle. Daher sind Verfälschungen z. B. mit billigem Geraniumöl nicht selten. Im Großhandel kostet 2017 ein Liter echtes bulgarisches Rosenöl (Rosa damascena) bis zu 10.000 €, ein Kilogramm türkisches Rosenöl ca. 3.000 €. Vor dem Anstieg des Goldpreises in den frühen 1970er-Jahren von 35 Dollar pro Feinunze auf über 600 Dollar pro Feinunze war Rosenöl teurer als Gold. Heute stammen etwa 70 % der Weltproduktion des echten Rosenöls aus Bulgarien.
Auch preiswerte synthetische Nachahmungsprodukte von Rosenöl sind im Handel. Naturidentische Nachbildungen können um 60–70 € pro kg kosten und dem Dufterlebnis von echtem Rosenöl sehr nahekommen, dieses jedoch nicht erreichen. Nichtnaturidentische, synthetische Nachbildungen sind zwar deutlich preiswerter, aber im Duft weniger ansprechend.
Rosenöl wird für kostbare Parfüms (z. B. Chanel № 5), zur Raumbeduftung in Duftlampen, in der Aromatherapie, mitunter auch zur Parfümierung von Zucker-, Schokoladen-, Tabakwaren und Likören genutzt. In der Parfümerie ist Rose neben Jasmin der am häufigsten eingesetzte Blumenduft.
Rosenöl hat entzündungshemmende und bakterizide Wirkung.

## Inhaltsstoffe
Das bulgarische Rosenöl ist eine gelbe bis grünliche Flüssigkeit mit folgenden für die Qualitätsprüfung relevanten physikalischen und chemischen Eigenschaften: Dichte 0,848–0,861 kg/L, Brechungsindex 1,4530–1,4640, erstarrt bei ca. 16,5–23,5 °C, Säurezahl 0,92–3,75, Esterzahl 7,2–17,1, Verseifungszahl 8,0–21,0.
Die Hauptinhaltsstoffe sind 34–55 % (−)-Citronellol, 30–40 % Geraniol und Nerol, in geringen Spuren sind ferner Linalool, Farnesol, Citral, 2-Phenylethanol, Carvon, Rhodinol, Nonylaldehyd vorhanden. Insgesamt sind in natürlichem Rosenöl mindestens 350 Verbindungen enthalten. Das bulgarische Rosenöl enthält in Spuren die Verbindungen Damascenon und Rosenoxid; diese geben dem bulgarischen Rosenöl seine besondere Note.
Hauptbestandteil des Rosenöls ist 2-Phenylethanol. Bei der Wasserdampfdestillation geht 2-Phenylethanol infolge seiner guten Wasserlöslichkeit fast vollständig in die wässrige Phase über. Rosenwasser enthält daher sehr viel 2-Phenylethanol.